# Deutscher Christlicher Techniker-Bund
Der Deutsche Christliche Techniker-Bund (DCTB) ist eine Berufsmission evangelikaler Prägung. Der DCTB ist ein eingetragener Verein, die Geschäftsstelle befindet sich in Korntal. Er gehört zu den sogenannten Berufsmissionen und ist Gastmitglied im CVJM-Gesamtverband.

## Geschichte
Der Verein wurde 1904 auf Initiative einiger Studenten aus Baugewerksschulen in Bielefeld gegründet. Die Zentrale wechselte mehrmals, aber die Ausrichtung ist immer noch die gleiche. Unter dem Motto „Einen anderen Grund kann niemand legen außer dem, der gelegt ist, welcher ist Jesus Christus“ (1. Korinther 3,11 ) arbeitet der DCTB unter Studenten in ganz Deutschland. 2004 feierte er sein hundertjähriges Bestehen und ist damit das älteste noch bestehende Missionswerk, das sich explizit an Studenten als Zielgruppe richtet. Auf Vorträgen und Seminaren widmet er sich vor allem Themen aus dem Bereich Wissenschaft und Glauben. Der Verein unterstützt mit zwei hauptberuflichen Studentenreferenten die missionarische Arbeit an Hochschulen. Zum Freundeskreis gehören rund 3000 Studenten und Berufstätige. Vorsitzender ist Diplomingenieur Friedrich-Wilhelm Krumm.

## Ziele
Das Ziel ist die gemeinsame Orientierung des persönlichen Lebens an der Bibel als dem Wort Gottes. Dazu gehört auch eine Auseinandersetzung mit berufsspezifischen Themen, die die Grundfragen des Lebens betreffen.

## Arbeitszweige
Die Arbeit des DCTB lässt sich in fünf Bereiche unterteilen.
StudiumDer DCTB wurde auf Initiative von Studenten gegründet und ist auch heute noch zuallererst in diesem Bereich aktiv. Studentenreferenten des Techniker-Bundes besuchen mit Bücher- und Informationsständen Hochschulen mit hauptsächlich technischer Orientierung in ganz Deutschland und unterstützen Studenten bei der Gründung und Gestaltung von Studentenbibelkreisen. Von 2004 bis 2016 wurde mit „Hochschul.net“ eine Zeitschrift für Studierende herausgegeben. Im Jahr 2012 wurde der Webauftritt der Hochschularbeit an diesen Namen angepasst, der Studierenden ein christliches Netzwerk bereitstellt.
BerufDer DCTB ist auf Industriemessen wie der Vermessungstechnikmesse INTERGEO, der Bahn- und Verkehrstechnikmesse InnoTrans und der Elektrotechnikmesse electronica mit einem Stand vertreten. Darüber hinaus unterstützt er die Gründung von Betriebsgebetskreisen.
FreizeitenUnter dem Motto „Wort und Sport“ werden jedes Jahr verschiedene Freizeiten in Zusammenarbeit mit der Liebenzeller Mission durchgeführt.
TagungenRegelmäßig werden Tagungen und Treffen in einzelnen Regionen Deutschlands durchgeführt, bei denen zahlreiche Vorträge, größtenteils von externen Referenten, gehalten werden. Die Themen sind meist aus den Bereichen Wissenschaft, Ethik und Religionen.
MedienDie Vereinszeitschrift Das Fundament, die im April 1904 erstmals erschien, wurde bis 2014 sechsmal pro Jahr herausgegeben. Seit 2015 erscheint sie vier Mal pro Jahr mit einer Auflage von etwa 2500 Stück und wird an Mitglieder und Freunde des Werkes verschickt. Neben zahlreichen Verteilschriften ist das Audioarchiv der Website zu nennen, in dem zahlreiche neuere Vorträge mittlerweile auch zum kostenlosen Download bereitstehen. Der „Kleine Studienhelfer“ (Taschenkalender mit Formelsammlung und Informationen zum Studium) wird ebenfalls kostenlos verteilt.

## Initiativen
Seit 2015 bietet der DCTB den xxl-metallbaukasten an, der zur Durchführung von Kinder- und Jugendveranstaltungen genutzt wird.

## Veröffentlichungen (Auswahl)
- Nachgehakt. Christliche Verlagsgesellschaft, Dillenburg 2018. ISBN 978-3-86353-573-5
- Umgedacht. Christliche Verlagsgesellschaft, Dillenburg 2007. ISBN 978-3-89436-572-1